# K2 Black Panther
Il K2 Black Panther è un carro armato sudcoreano che ha sostituito i diversi M48 Patton utilizzati dall'esercito sudcoreano. Il K2 Black Panther oltre alle sue avanzate tecnologie vanta un posto nel Guinness dei primati per essere il carro armato più costoso al mondo, addirittura 7,8 miliardi di won cioè circa 8,5 milioni di dollari statunitensi.

## Sviluppo
La progettazione del K2 Black Panther, iniziata nel 1995, fu dovuta alla necessità della Corea del Sud di sostituire diversi carri armati obsoleti. Il non dover dipendere da una nazione straniera per ottenere un carro armato moderno può considerarsi una delle ragioni della produzione del K2 Black Panther. Il progetto per la creazione del K2 fu pronto nel 2006, dopo undici anni di ricerche, studi e una spesa di oltre 230 milioni di dollari statunitensi.

## Caratteristiche
Il K2 Black Panther dispone di un motore diesel da 12 cilindri che sviluppa 1500 hp, progettato e costruito da Doosan Infracore Corporation. Le trasmissioni invece sono create da S&T Dynamics. Il K2 può viaggiare su strada ad una velocità di 70 km/h mentre fuori strada intorno ai 50 km/h. Riesce a raggiungere i 32 km/h in 7 secondi, può superare terreni con il 60% di pendenza e superare ostacoli alti 1,3 metri. Un'altra capacità del K2 è quella di potersi immergere per attraversare fiumi fino a 4,1 metri usando uno snorkel per ottenere aria.

### Armamenti
Il K2 Black Panther è dotato di un cannone CN08 da 120 mm, e dispone anche di una mitragliatrice Browning M2 da 12,7 mm e di un'altra mitragliatrice calibro 7,62 mm.

## Esportazioni
Il K2 Black Panther dopo la concorrenza con il Leclerc e il Leopard 2 trovò il suo primo acquirente straniero: la Turchia. Infatti nel 2007 Corea del Sud e Turchia strinsero un accordo commerciale per 500 miliardi di won (circa 540 milioni di dollari) per la licenza del design del K2 Black Panther così come accadde per l'accordo di esportazione di 40(+15) KAI KT-1 dalla Corea del Sud alla Turchia.
Nel 2008 fu stipulato un secondo accordo tra la Hyundai Rotem sudcoreana e la Otokar turca, che prevedeva invece il trasferimento di tecnologie sviluppate proprio per il K2. Infatti la Turchia aveva deciso di procedere autonomamente allo sviluppo di un carro armato nazionale, il MİTÜP Altay.

## Utilizzatori
Corea del Sud
- Daehanminguk Yuk-gun

390 K2 Black Panther ordinati.
 Polonia
- Wojska Lądowe

1000 K2PL ordinati, i primi 180 dei quali realizzati in Corea del Sud e in consegna a partire dal 2022, mentre i successivi 820 K2PL da produrre, su licenza, in Polonia a partire dal 2026.